# Данго Уатара
Данго Абубакар Файсал Уатара (на френски: Dango Aboubacar Faissal Ouattara; роден на 11 февруари 2002 г.) е професионален футболист от Буркина Фасо, който играе като крило или краен защитник за английския клуб Брентфорд, както и за националния отбор на Буркина Фасо.

## Клубна кариера

### Лориент
Данго първоначално е играч на отбра от Буркина Фасо „Маджестик“, Уатара се присъединява към втория отбор на „Лориен“ през 2020 г. Той подписва първия си професионален договор с клуба на 20 май 2021 г. Той прави професионалния си дебют с „Лориен“ в мач, завършил 1:1 от Лига 1 срещу „Сент Етиен“ на 8 август 2021 г.

### Борнемут
На 19 януари 2023 г. „Борнемут“ обявява подписването на дългосрочен договор с Уатара до 2028 г. Той отбелязва първия си гол за клуба на 15 април, като вкара победния гол в 95-ата минута при победата с 3:2 срещу „Тотнъм Хотспър“.